# Stazione di Ōbaku
La stazione di Ōbaku (黄檗駅?, Ōbaku-eki) è costituita da due stazioni interconnesse a nella città di Uji nella prefettura di Kyoto, in Giappone. Le due stazioni sono servite dalla linea Keihan Uji delle Ferrovie Keihan e dalla linea Nara della JR West, ed è dotata di 2 binari passanti in superficie per ciascuno dei due operatori.

## Linee e servizi

### Treni
Ferrovie Keihan
● Linea Keihan Uji
 JR West
■ Linea Nara

## Struttura
La stazione è costituita da due fabbricati viaggiatori separati per i due operatori. 

### Stazione JR
La stazione è costituita da due marciapiedi laterali e due binari passanti in superficie.
| 1 | ■ Linea Nara | per Rokujizō e Kyoto |
| 2 | ■ Linea Nara | per Uji e Nara       |

### Stazione Keihan
La stazione è costituita da due marciapiedi laterali e due binari passanti in superficie.
| 1 | ● Linea Keihan Uji | per Chūshojima, Hirakatashi, Kyōbashi, Yodoyabashi o Nakanoshima (linea Nakanoshima) |
| 2 | ● Linea Keihan Uji | per Uji                                                                              |

## Stazioni adiacenti
| «                                 | Servizio         | »                |
| Linea Keihan Uji                  | Linea Keihan Uji | Linea Keihan Uji |
| --------------------------------- | ---------------- | ---------------- |
| Kohata                            | Locale           | Mimurodo         |
| Linea JR Nara                     |                  |                  |
| Kohata                            | Locale           | Uji              |
| Tutti gli altri treni non fermano |                  |                  |